# El paisaje salvaje
El paisaje salvaje es el cuarto disco largaduración de la banda chilena Fother Muckers, lanzado oficialmente el 17 de diciembre de 2010 aunque un mes antes ya se podía escuchar el disco en línea desde la página de la banda.  "Lobo mayor" fue el primer sencillo del álbum, seguido por "Rondizzoni" y "Retorno a la base". El disco se transformaría en el último de la banda.El álbum El paisaje salvaje de la banda chilena Fother Muckers, lanzado el 17 de diciembre de 2010, marcó el fin de su carrera como grupo. Aunque la fecha oficial de lanzamiento fue en diciembre, el disco ya estaba disponible para escuchar en línea un mes antes, a través del sitio web de la banda.
El primer sencillo que se lanzó de El paisaje salvaje fue "Lobo mayor", que se destacó por su tono melódico y lírico. Posteriormente, la banda lanzó otros dos sencillos, "Rondizzoni" y "Retorno a la base". Estas canciones ayudaron a consolidar la propuesta musical de la banda y darle mayor visibilidad en la escena musical chilena.
Este álbum es considerado un cierre de ciclo para Fother Muckers, ya que después de su lanzamiento, la banda se disolvió, poniendo fin a una trayectoria que había comenzado en 2003. Su estilo, que combinaba rock alternativo con toques de indie y folk, se mantuvo presente en todo el disco, aunque con un enfoque más maduro y experimental.
El álbum recibió elogios por su calidad y madurez musical, y ha quedado como un legado importante en la música chilena de esa época.

## Lista de canciones
| El paisaje salvaje |                                  |                     |          |  |
| N.º                | Título                           | Vocalista principal | Duración |  |
| 1.                 | «Tranquilo, hombre del espacio»  | Cristóbal Briceño   | 4.20     |  |
| 2.                 | «Lobo mayor»                     | Cristóbal Briceño   | 2.25     |  |
| 3.                 | «Retorno a la base»              | Cristóbal Briceño   | 3.20     |  |
| 4.                 | «Rondizzoni»                     | Cristóbal Briceño   | 2.59     |  |
| 5.                 | «Sobre el maremoto»              | (Instrumental)      | 3:20     |  |
| 6.                 | «Archipiélago»                   | Cristóbal Briceño   | 6:09     |  |
| 7.                 | «Una alarma en medio de la nada» | (Instrumental)      | 3:14     |  |
| 8.                 | «Las finales»                    | Cristóbal Briceño   | 3:46     |  |
| 9.                 | «Patio de comidas»               | Cristóbal Briceño   | 5:20     |  |

## Personal
- Cristóbal Briceño (Voz y guitarra)
- Simón Sánchez (Bajo y coros)
- Héctor Muñoz (Guitarra)
- Martín del Real (Batería)

## Enlaces
- Página oficial de Fother Muckers
- Crítica de El paisaje salvaje

- Datos: Q5826020